# 傑克韋德 (阿拉斯加州)
傑克韋德（英語：Jack Wade）是位於美國阿拉斯加州東南費爾班克斯人口普查區的一個非建制地區。該地的面積和人口皆未知。

## 地理
傑克韋德的座標為64°09′15″N 141°27′35″W / 64.15417°N 141.45972°W，而該地的平均海拔高度為740米（即2428英尺）。